# 유럽 고속도로 43호선

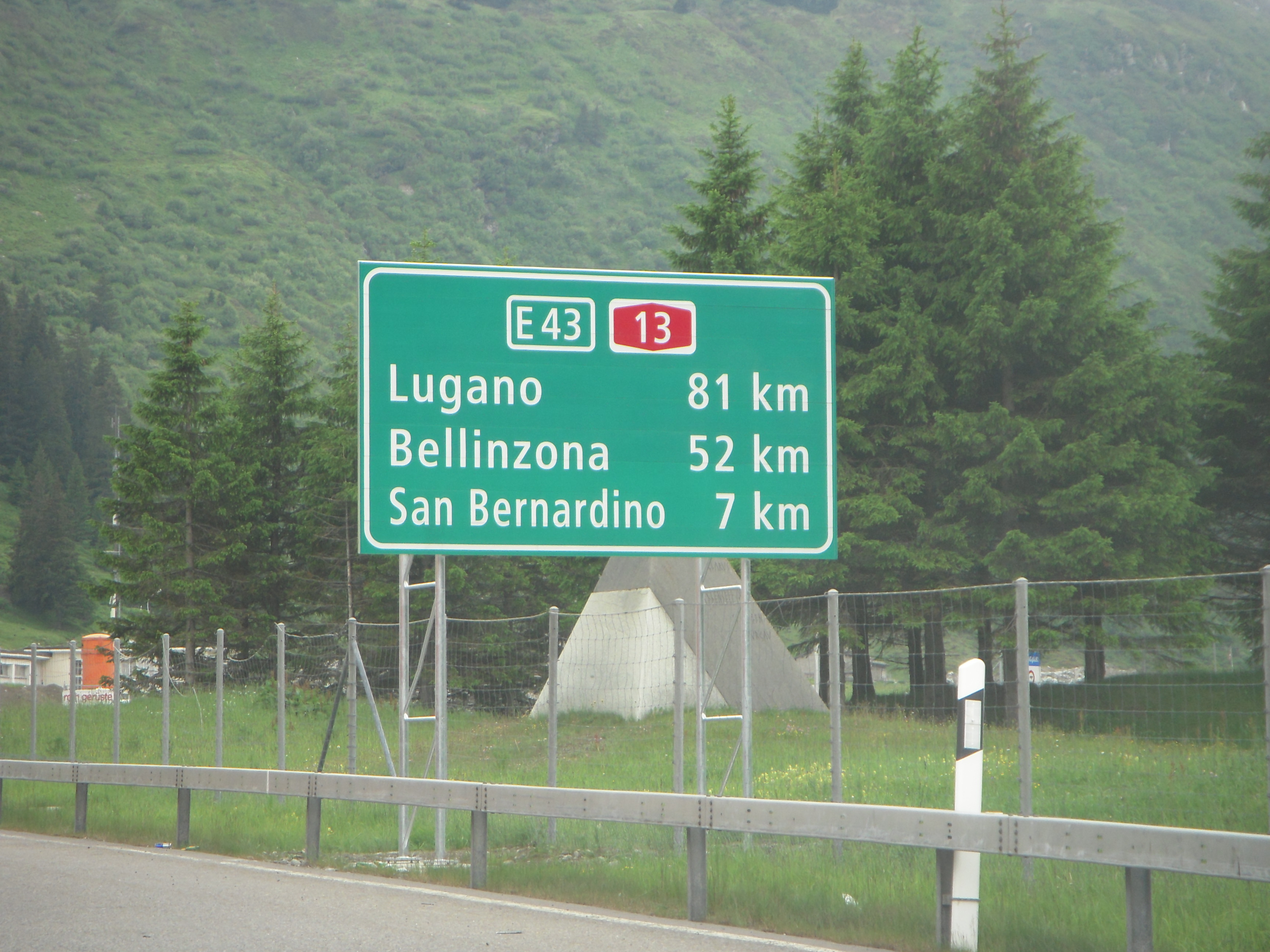
스위스 그라우뷘덴주를 관통하고 있는 E43호선

유럽 고속도로 43호선(European Route E43)은 스위스의 벨린초나에서 독일의 뷔르츠부르크까지 이어주는 총 연장 530km의 거리를 이루는 유럽 고속도로 노선이다. 주요 경유 도시로는 스위스의 쿠어와 독일의 울름 등이 있다.

## 경로
- 독일
  - 뷔르츠부르크 : 유럽 고속도로 41호선, 유럽 고속도로 45호선
  - 울름 : 유럽 고속도로 52호선
  - 린다우 : 유럽 고속도로 54호선
- 스위스
  - 장크트마르그레텐 : 유럽 고속도로 60호선
  - 부흐스 (장크트갈렌주)
  - 쿠어
  - 벨린초나 : 유럽 고속도로 35호선